# Élections législatives de 1986 dans les Alpes-de-Haute-Provence
Les élections législatives françaises de 1986 ont lieu le 16 mars 1986. Dans le département des Alpes-de-Haute-Provence, deux députés sont à élire dans le cadre d'un scrutin proportionnel par liste départementale à un seul tour.

## Élus
| Député élu    |  | Parti |
| ------------- |  | ----- |
| André Bellon  |  | PS    |
| Pierre Delmar |  | RPR   |

## Listes en présence

### Extrême gauche (Mouvement pour un parti des travailleurs)
| N° | Candidats        | Parti | Parti | Principales fonctions           |
| -- | ---------------- | ----- | ----- | ------------------------------- |
| 01 | Jean Estrach     |       | MPPT  | Contrôleur des PTT              |
| 02 | Michel Kadouch   |       | MPPT  | Inspecteur des PTT              |
|    |                  |       |       |                                 |
| 03 | André Bauduin    |       | MPPT  | Dessinateur                     |
| 04 | Ernestine Pecoul |       | MPPT  | Conseillère municipale d'Authon |

### Parti communiste français
| N° | Candidats        | Parti | Parti | Principales fonctions                                   |
| -- | ---------------- | ----- | ----- | ------------------------------------------------------- |
| 01 | Pierre Girardot  |       | PCF   | Conseiller général et vice-président du conseil général |
| 02 | Raymond Philippe |       | PCF   | Maire des Mées                                          |
|    |                  |       |       |                                                         |
| 03 | Francine Ganzoin |       | PCF   | Institutrice, Saint-Auban                               |
| 04 | Claude Brégeon   |       | PCF   | Architecte, Riez                                        |

### Parti socialiste
| N° | Candidats         | Parti | Parti | Principales fonctions                                     |
| -- | ----------------- | ----- | ----- | --------------------------------------------------------- |
| 01 | André Bellon      |       | PS    | Député sortant                                            |
| 02 | Robert Niel       |       | PS    | Conseiller municipal de Digne-les-Bains, député suppléant |
|    |                   |       |       |                                                           |
| 03 | Catherine Weirich |       | PS    | Maire d'Entrevennes                                       |
| 04 | Lucien Gilly      |       | PS    | Conseiller municipal de Jausiers                          |

### Union pour la démocratie française
| N° | Candidats                  | Parti | Parti | Principales fonctions                                                        |
| -- | -------------------------- | ----- | ----- | ---------------------------------------------------------------------------- |
| 01 | Jean Cabanne               |       | UDF   | Conseiller général, maire de Manosque                                        |
| 02 | Maurice Boniface           |       | UDF   | Conseiller général, vice-président du conseil général et maire de Castellane |
|    |                            |       |       |                                                                              |
| 03 | Françoise Meyran-Bouscarle |       | UDF   | Adjointe au maire de Barcelonnette                                           |
| 04 | Jean Queyrel               |       | UDF   | Adjoint au maire de Sisteron                                                 |

### Rassemblement pour la République
| N° | Candidats      | Parti | Parti | Principales fonctions                        |
| -- | -------------- | ----- | ----- | -------------------------------------------- |
| 01 | Pierre Delmar  |       | RPR   | Conseiller général et maire de Forcalquier   |
| 02 | Daniel Spagnou |       | RPR   | Conseiller général et maire de Sisteron      |
|    |                |       |       |                                              |
| 03 | Jean Chabre    |       | RPR   | Conseiller général et maire de Barcelonnette |
| 04 | Jacques Boétti |       | RPR   | Conseiller général                           |

### Divers droite
| N° | Candidats       | Parti | Parti | Principales fonctions |
| -- | --------------- | ----- | ----- | --------------------- |
| 01 | Yves Prouvent   |       | DVD   | Ingénieur             |
| 02 | Pierre Beyer    |       | DVD   | Agent immobilier      |
|    |                 |       |       |                       |
| 03 | Philippe Moingt |       | DVD   | Etudiant              |
| 04 | Colette Hordé   |       | DVD   | Gérante de société    |

### Front national
| N° | Candidats              | Parti | Parti | Principales fonctions |
| -- | ---------------------- | ----- | ----- | --------------------- |
| 01 | Jules-Henri Pansieri   |       | FN    | Garagiste             |
| 02 | Bernard de Guilhermier |       | FN    | Avocat                |
|    |                        |       |       |                       |
| 03 | Frédéric Burlot        |       | FN    | Commerçant            |
| 04 | Pierre Cazorla         |       | FN    | Comptable             |

### Sans étiquette (Initiative 86)
| N° | Candidats          | Parti | Parti | Principales fonctions              |
| -- | ------------------ | ----- | ----- | ---------------------------------- |
| 01 | Henri Graugnard    |       | SE    | Thanatopracteur                    |
| 02 | Souad Elias        |       | SE    | Secrétaire                         |
|    |                    |       |       |                                    |
| 03 | Danielle Graugnard |       | SE    | Secrétaire                         |
| 04 | Mireille Albano    |       | SE    | Directrice adjointe de centre aéré |

## Résultats

### Résultats à l'échelle du département
| Liste Parti politique | Liste Parti politique | Tête de liste        | Tour unique | Tour unique | Sièges |
| Liste Parti politique | Liste Parti politique | Tête de liste        | Voix        | %           | Sièges |
| --------------------- | --- | -------------------- | ----------- | ----------- | ------ |
|                       | Pour une majorité de progrès avec le président de la République Parti socialiste (MRG)                                              | André Bellon         | 22 997      | 30,48       | 1      |
|                       | Liste d'opposition républicaine Rassemblement pour la République                                                                    | Pierre Delmar        | 17 738      | 23,51       | 1      |
|                       | Liste de l'opposition unie pour les Alpes-de-Haute-Provence Union pour la démocratie française                                      | Jean Cabanne         | 13 974      | 18,52       | 0      |
|                       | Liste du Parti communiste français Parti communiste français                                                                        | Pierre Girardot      | 10 858      | 14,39       | 0      |
|                       | Liste de Rassemblement national présentée par le Front national Front national                                                      | Jules-Henri Pansieri | 7 948       | 10,53       | 0      |
|                       | Liste L'Avenir Divers droite | Yves Prouvent        | 1 252       | 1,66        | 0      |
|                       | Liste du Mouvement pour un parti des travailleurs Alpes-de-Haute-Provence Extrême gauche (Mouvement pour un parti des travailleurs) | Jean Estrach         | 467         | 0,62        | 0      |
|                       | Initiative 86 - Entreprendre et réussir la France de l'an 2000 Sans étiquette                                                       | Henri Graugnard      | 211         | 0,28        | 0      |
|                       | |                      |             |             |        |
| Inscrits              | Inscrits | Inscrits             | 95 453      | 100,00      | 2      |
| Abstentions           | Abstentions | Abstentions          | 16 726      | 17,52       |        |
| Votants               | Votants | Votants              | 78 727      | 82,48       |        |
| Blancs et nuls        | Blancs et nuls | Blancs et nuls       | 3 282       | 4,17        |        |
| Exprimés              | Exprimés | Exprimés             | 75 445      | 95,83       |        |